# Big Dipper
『Big Dipper』（ビッグ・ディッパー）は、HOUND DOG19枚目のオリジナル・アルバム。

## 内容
「悲しみも抱きしめよう」は葉山たけしが他のアーティストに初めて作詞を提供した楽曲。

## 批評
CDジャーナルは「DICEの編曲作品は彼らにしては異色な打ち込みリズムのナンバーだが、それも挑戦ではなく、余裕の範囲内だろう。一時期目立った力みもすっかり消えて品のよい大人のロックンロールがたっぷり楽しめる」と評した。

## 収録曲
1. My Name（A Dice Joint-Memphis Trail Mix）　[4:48]
  - 作詞・作曲・編曲：DICE
2. MY HEART MY LOVE　[4:58]
  - 作詞：大友康平・松井五郎　作曲・編曲：蓑輪単志
3. POPCORN　[4:53]
  - 作詞：村野直球　作曲・編曲：蓑輪単志
4. One From The Heart　[4:52]
  - 作詞：大友康平・松井五郎　作曲：八島順一　編曲：FRANK FU
5. Wonderful World　[5:04]
  - 作詞：大友康平　作曲：八島順一　編曲：DICE
6. 悲しみも抱きしめよう　[4:54]
  - 作詞：大友康平・葉山たけし　作曲・編曲：葉山たけし
7. 愚か者よ　[4:17]
  - 作詞：大友康平・松井五郎　作曲：蓑輪単志　編曲：DICE
8. 男と女　[5:03]
  - 作詞：大友康平　作曲：織田哲郎　編曲：葉山たけし
9. 胸いっぱいの愛　[4:03]
  - 作詞：大友康平　作曲：八島順一　編曲：八島順一・FRANK FU
10. POPCORN -Lost Highway Mix-　[5:07]
  - 作詞：村野直球　作曲：蓑輪単志　編曲：DICE

## ミュージシャン

### HOUND DOG
- 大友康平：リードボーカル
- 八島順一：ギター
- 西山毅：ギター
- 蓑輪単志：キーボード
- 鮫島秀樹：ベース
- 橋本章司：ドラム

### アディショナル・ミュージシャン
- Dice：追加ボイス、プログラミング、グルーブトリートメント（6, 8以外）
- Frank Fu：追加プログラミング（7）、マニピュレーター（2, 3, 4, 5, 9, 10）
- 葉山たけし：ギター、アコースティックギター（6, 8）、マニピュレーター（6, 8）
- 岡沢章：ベース（6, 8）
- そうる透：ドラム（6, 8）
- 中西康晴：キーボード（6, 8）
- 藤田淳平：マニピュレーター（2, 3, 5, 7）